# Облога Буші (Старицький)
«Облога Буші. Історична повість з часів Хмельниччини». («Осада Буши. Эпизод из времен Хмельнищины» (рос.) – повість українського письменника Михайла Старицького, написана у 1891 році.

## Історія створення
Повість була написана автором російською мовою та вперше надрукована у газеті «Московський листок»  у листопаді-грудні 1891 року.  У 1894-1895 роках твір був перекладений М.Старицьким українською мовою та надрукований у Львові у журналі «Зоря».  
В основі твору – реальні історичні події, що мали місце в містечку Буші на Поділлі під час визвольної боротьби під проводом Богдана Хмельницького. Поруч із вигаданими, в романі діють історичні персонажі. Про героїв повісті Орисю і Завістного Старицький писав у примітці до твору: «По Костомарову, Орися, героїня від Буші, була Завістного жінкою, а по інших джерелах – донькою…».

## Сюжет
На лівому березі Дністра, на високий скелі розташувалось містечко Буша із замком, що панував навкруги. Замок з містечком та окружними маєтками належав роду польських магнатів Чарнецьких. Звідти робили вони набіги на українські села, але з початком Хмельниччини переїхали до Варшави.
У Буші стають козаки Дністровського полку на чолі із сотником Завістним.
Одного хмурого осіннього дня козаки та жінки збираються біля церкви,  де править службу панотець Василь. Після служби слово бере сотник. Мова йде про те, що до Буші підходять ворожі війська на чолі із коронним гетьманом Степаном Потоцьким. Серед його воєвод і Чарнецький, який бажає помститися козакам. Завістний із козацькою старшиною складають план оборони міста. За планом, козаки дають бій ворогові у пригороді, потім переходять до міста. У замку лишаються діти, діди та жінки. За задумом Завістного це дозволить затримати ворога на декілька днів та дасть можливість зібратись головним силам козацького полковника Івана Богуна.
План схвалюється козаками і вони починають укріпляти передмістя: риють окопи, насипають вали, встановлюють гармати…
У замковій башті перебувають донька сотника Завістного Орися та її подруга Катря. Орися роздумує про боротьбу, Катря плаче над своєю долею. Орися заспокоює її та пояснює, що і в інших людей є свої труднощі та невтілені мрії. Вона розповідає історію свого життя та кохання. Розповідає, як вороги спалили хутір, як загибла її мати. Орися згадує як батько привів додому сироту, хлопчика Антося та виховував його як рідного сина. Як згодом вона і Антось покохали один одного… Проте одного разу Антось не повернувся додому, а батько заборонив Орисі навіть згадувати про нього…
А в цей час в обозі польського війська, що оточило Бушу, проходить бенкет. Воєводи погрожують захопити містечко та знищити усіх захисників, навіть дітей та жінок, яких називають образливими словами. На захист українських жінок виступає молодий шляхтич Антон Корецький, який зауважує, що змалку виховувався у козацький родині, де його навчили правді, добру та честі. Це дуже дивує та обурює присутніх.  
Зранку починається штурм Буші. Козаки дуже вдало захищаються, але сили і можливості нерівні – у поляків значна чисельна перевага та більш далекобійні гармати. До того ж вони спускають воду зі ставка, який з одного боку захищав козацькі позиції. Це дає можливість атакувати козаків татарською кіннотою.
Козаки відступають у містечко, але всі розуміють, що бій буде нетривалим.
Під час бою Орися з Катрею знаходяться на башті. Вони бачать, як до фортеці наближаються декілька вершників, які роздивляються її мури. Орися, який довірена оборона замкової башти, стріляє у вершників з легкої гармати навіть попри те, що в одному з них впізнає свого коханого Антося Корецького. Це її дуже хвилює та бентежить, але на перше місце вона ставить любов до Батьківщини.
Розуміючи, що захисники фортеці не зможуть довго втриматися, Орися йде до церкви, де розмовляє із панотцем Василем. Він розповідає Орисі про потайний хід та льох під церквою і віддає їй ключ од дверей льоху.
Орися знаходить у льосі військові припаси, серед яких багато пороху і готує підпал.  
До башти знов під’їжджають вершники та стрілою передають лист із пропозицією про припинення боротьби. Орися проти будь-яких перемовин із ворогом та у листі також є особисте послання Антона Корецького до неї. В ньому Корецький благає Орисю про побачення. Після довгих вагань Орися наказує відчинити браму та пускає Корецького до башти. Антон нагадує їй про кохання та палко запевняє про свою готовність бути поруч із нею. Орися передає Корецькому ключ від потайних дверей…
Під навалою ворожого війська козаки відступають. У замковій башті збираються рештки захисників. Орися спускається потайним ходом до льоху. Туди ж приходе її коханий Антось. Орися запалює порох, лунає потужний вибух…

## Критика
За словами Надії Левчик, кандидата філологічних наук, провідного наукового співробітника сектора класичної української літератури Інституту літератури імені Т.Г. Шевченка НАН України: «Художня цінність повісті не лише в її багатопроблемності, а й у виразно окреслених характерах».

## Цікаві факти
У 1898 році Михайло Старицький на тему повісті написав драму «Оборона Буші».